# Bondivann Station
Bondivann Station (Bondivann stasjon eller Bondivatn holdeplass) er en jernbanestation, der ligger i Asker kommune på Spikkestadlinjen i Norge. Stationen består af et spor og en perron med læskur. Den ligger ud til den vestlige side af søen Bondivann, hvor en bro giver forbindelse til boligområderne på den østlige side. Mod vest ligger bebyggelsen Borgen i gangafstand af stationen.
Stationen blev etableret som trinbræt 7. juli 1952 under navnet Bondivatn, men den skiftede navn til Bondivann 14. december 2008.